# Sporobolus contiguus
Sporobolus contiguus är en gräsart som beskrevs av Stanley Thatcher Blake. Sporobolus contiguus ingår i släktet droppgräs, och familjen gräs. Inga underarter finns listade i Catalogue of Life.